# Église de l'Immaculée-Conception de Bellerive
Pour les articles homonymes, voir Église de l'Immaculée-Conception.
 (avril 2017).
Si vous disposez d'ouvrages ou d'articles de référence ou si vous connaissez des sites web de qualité traitant du thème abordé ici, merci de compléter l'article en donnant les références utiles à sa vérifiabilité et en les liant à la section « Notes et références ».
L'église de l'Immaculée-Conception de Bellerive est une église catholique à Salaberry-de-Valleyfield, dans la région de la Montérégie au Québec, Canada. Cette église est la 2e plus grande église du Diocèse de Valleyfield derrière la Basilique-Cathédrale Sainte-Cécile. Elle a été construite en 1936 et 1937.
Elle se situe au 285, rue Danis et est répertoriée dans le répertoire du patrimoine culturel du Québec.
On retrouve une sonnerie de 5 cloches réparties dans les deux clochers. Les deux plus grandes, soit Si2 et Do#3, se retrouvent dans le clocher ouest, tandis que les cloches donnant les notes Ré#3, Mi3 et Fa#3 se trouvent dans le clocher est. Elles ont été fabriquées à la fonderie de Whitechapel en 1948.